# Neochorlakkia myaingensis
Neochorlakkia myaingensis es la única especie conocida del género fósil Neochorlakkia de mamífero artiodáctilo de la familia Dichobunidae que vivió durante el Mioceno en Birmania.